# Badia di Camaiore
La badia di San Pietro è un'abbazia cattolica risalente al VII secolo, nel comune di Camaiore, in provincia di Lucca, all'interno del territorio della parrocchia di Santa Maria Assunta, appartenente all'arcidiocesi di Lucca.

## Storia
I primi due documenti che la citano risalgono all'anno 761, durante la dominazione longobarda quando il Ducato di Lucca era capoluogo della Toscana.
Nei secoli successivi, l'abbazia divenne un importante complesso costituito dalla chiesa, dal campanile, dall'arco, dal cimitero e da un monastero cinto da mura merlate.
Agli inizi del XII secolo la badia raggiunse il suo massimo splendore. L'abate aveva funzione di dirigente vescovile e civile sotto la protezione della Santa Sede. Sia per l'elargizione della contessa Matilde di Canossa, sia per le iniziative dei monaci stessi, la chiesa primitiva, che era costruita a una sola navata con il pavimento a un piano e un altare in pietra, subì nel XII secolo una profonda trasformazione assumendo l'aspetto architettonico definitivo. Vennero aggiunte le due navate laterali, il frontone, l'abside e la travatura a cavalletti del tetto.
Il complesso monastico nella prima metà del XIII secolo fu concesso ai monaci dell'ordine florense fondato da Gioacchino da Fiore.
L'abbazia fu saccheggiata e incendiata, insieme all'abitato di Camaiore, per due volte: la prima, nel 1315 ad opera di Castruccio Antelminelli e la seconda nel 1329 ad opera di Marco Visconti.

## Descrizione

### Esterno

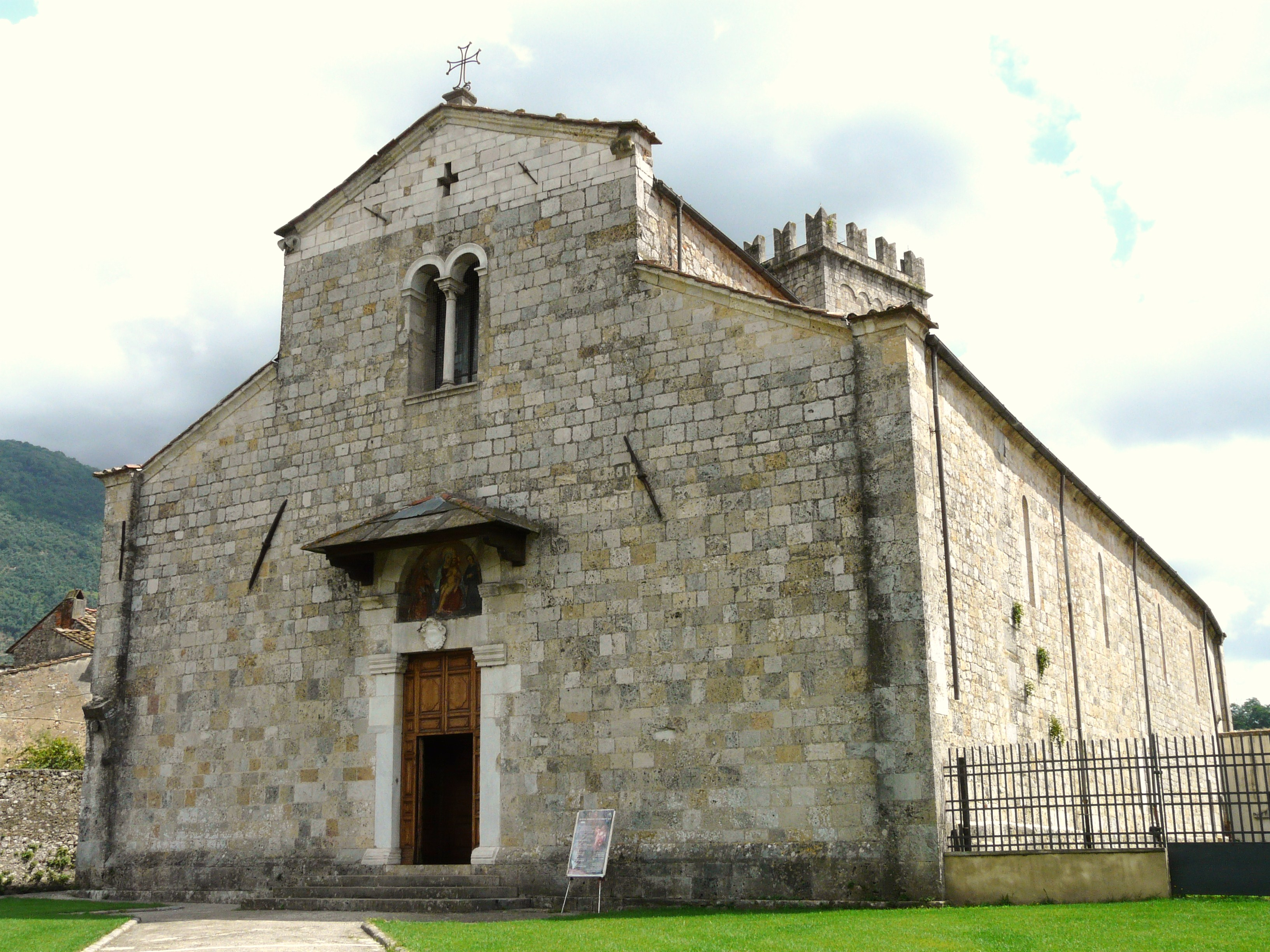
Esterno della chiesa

L'arco d'ingresso immette sul piazzale antistante la chiesa, oggi prato erboso (cimitero benedettino soppresso da diversi secoli) ed è l'unico resto delle mura merlate del XIII secolo. In passato costituiva l'accesso principale alla Badia. Interamente costruito in pietra, è stato recentemente restaurato conservando la sua spontanea semplicità.
La chiesa romanica è caratterizzata da un paramento murario interamente in pietre squadrate. La facciata è a salienti, secondo le altezze delle tre navate interne. In basso al centro, si apre l'unico portale sormontato da uno stemma marmoreo e da una lunetta riparata da una tettoia a spiovente. All'interno dell'arco a tutto sesto si trova un affresco policromo raffigurante la Madonna in trono col Bambino fra due santi. Al di sopra del portale, vi è una bifora sorretta da una colonnina marmorea con capitello scolpito.
Lungo il fianco sinistro della chiesa vi è, nei pressi dell'area absidale, la torre campanaria. A pianta quadrata, presenta un coronamento con merli ghibellini. Su ciascuno dei quattro lati si aprono tre ordini di finestre, dal basso monofore, bifore e trifore. All'interno vi alloggiano quattro campane intonate in Lab3 minore, fuse dal lucchese Lorenzo Lera.

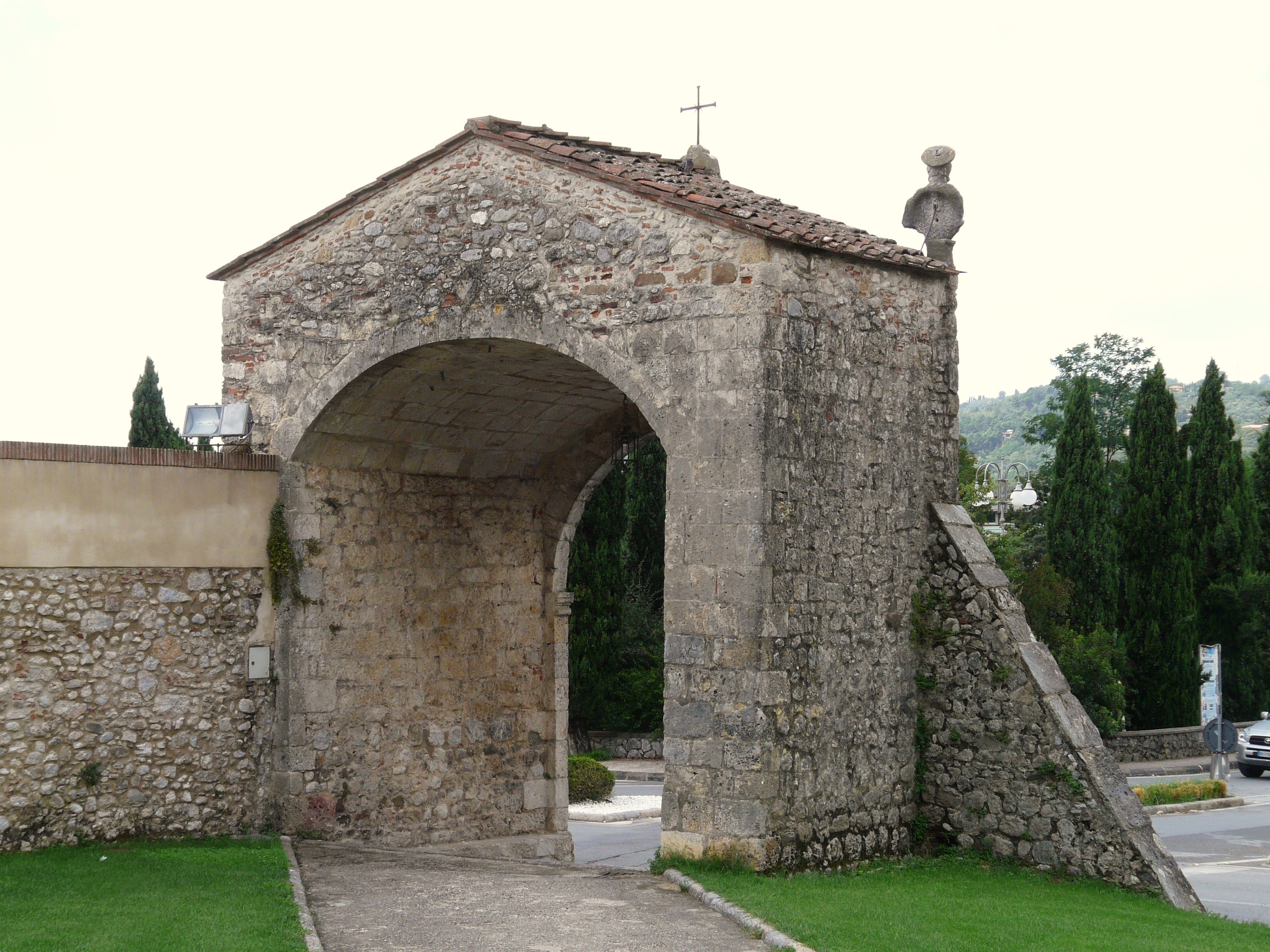
L'arco d'ingresso visto dall'interno
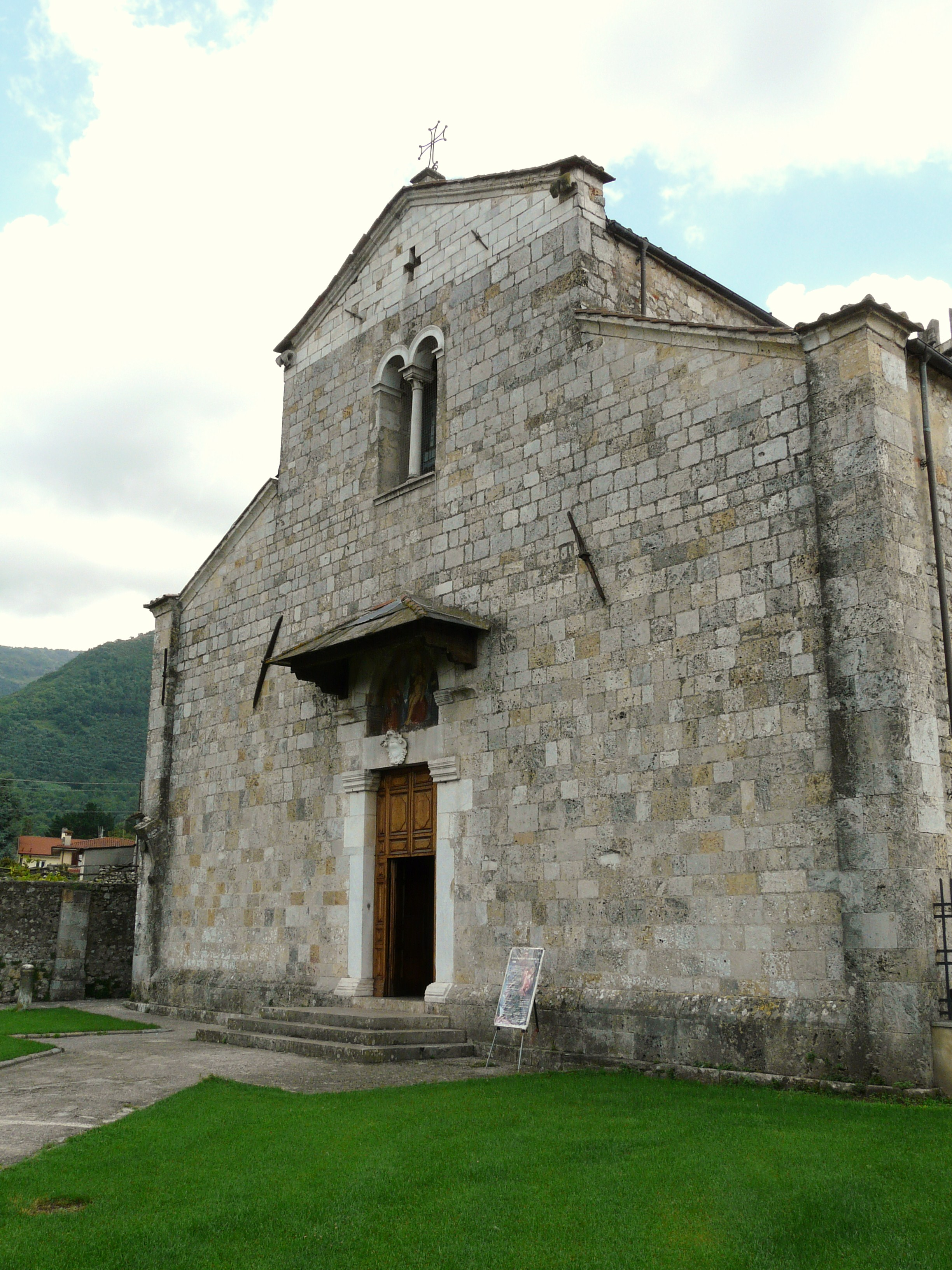
La facciata della chiesa
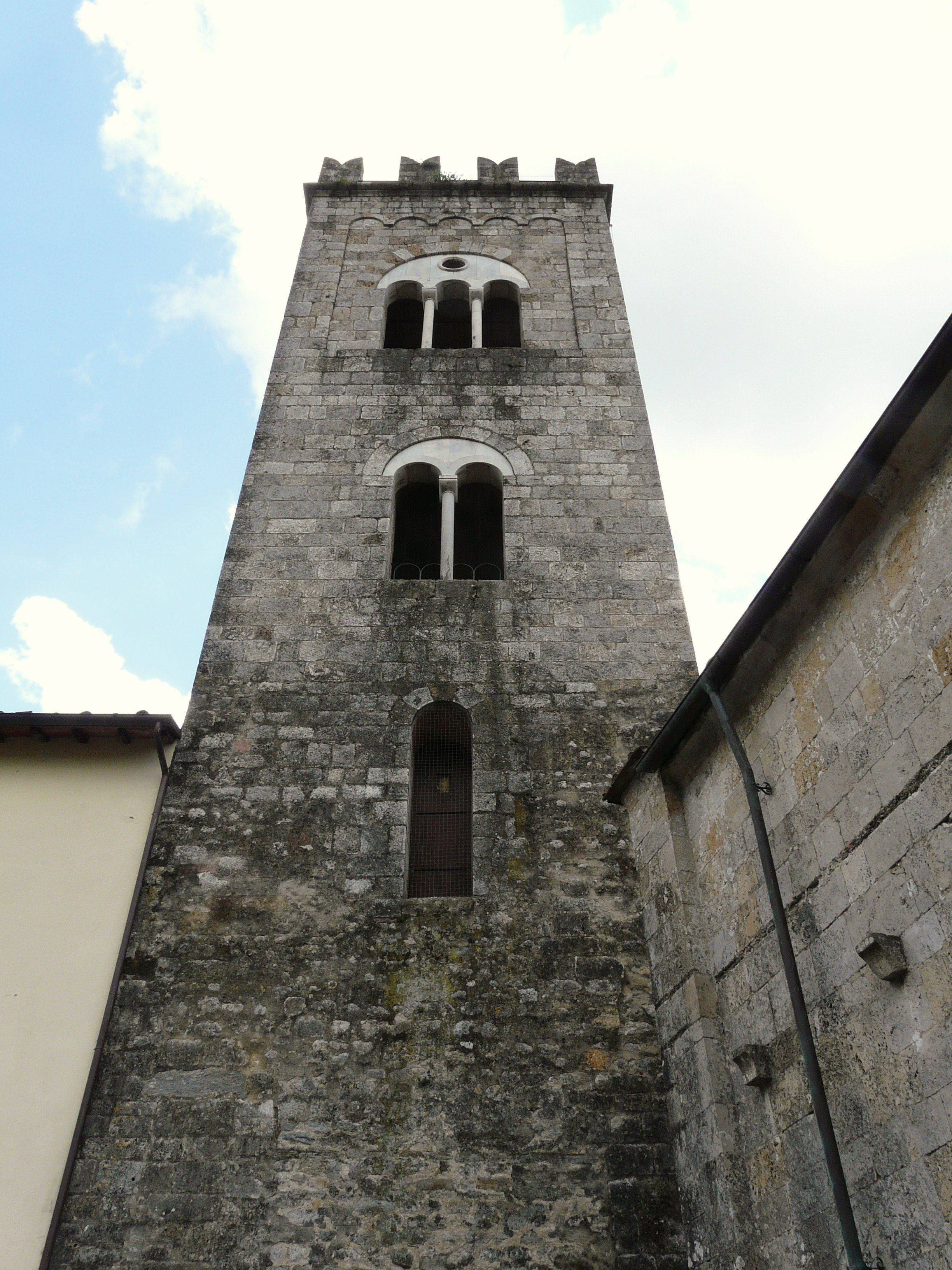
Il campanile visto dal basso

### Interno

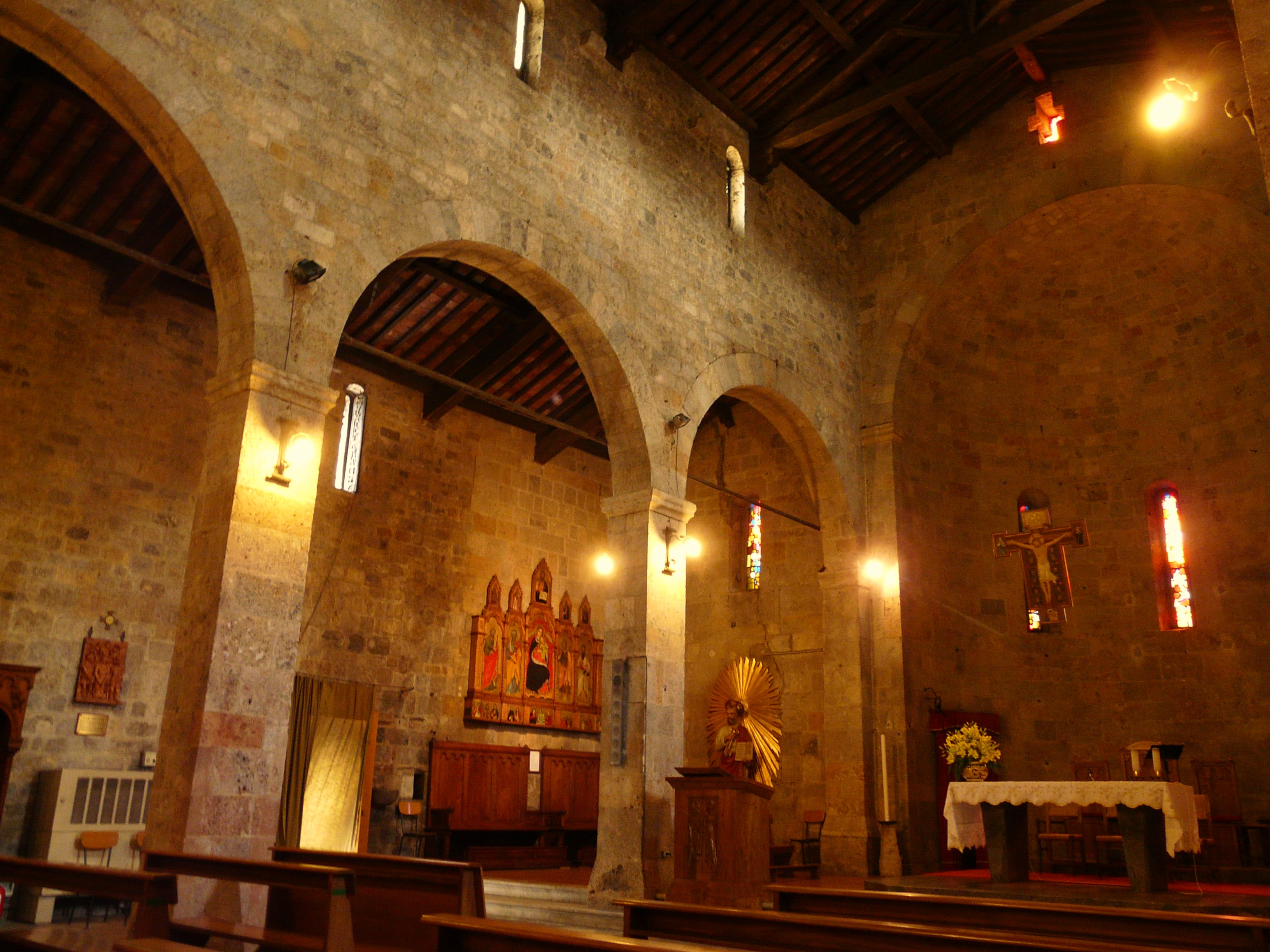
Interno

La chiesa presenta all'interno una pianta basilicale, con tre navate coperte con capriate lignee e divise da due file di archi a tutto sesto poggianti su pilastri quadrangolari. Lungo le pareti, si aprono varie monofore che assicurano l'illuminazione naturale della chiesa.
La navata centrale termina con un'abside semicircolare di sezione ed altezza leggermente minori. L'area presbiterale è rialzata di alcuni gradini rispetto al resto della chiesa ed è stata completamente rifatta in seguito dal Concilio Vaticano II. In posizione avanzata, sulla sinistra, vi è l'ambone ligneo scolpito, mentre al centro si trova l'altare maggiore moderno, con alle sue spalle la sede presidenziale, costituita da scranni in legno decorati con motivi con archetti. Al di sopra dell'altare, pende dal soffitto un Crocifisso dipinto.
Fra le opere custodite all'interno della chiesa, vi sono la copia di un polittico di Francesco Anguilla, ora nel Museo d'arte sacra di Camaiore, raffigurante la Madonna in trono col Bambino fra santi (XV secolo). Al XIV secolo risalgono l'affresco con Santa Maria Egiziaca, sul primo pilastro di sinistra, e la Madonna della Pietà, sul secondo pilastro di sinistra, inserito all'interno di un ricco altare marmoreo barocco.

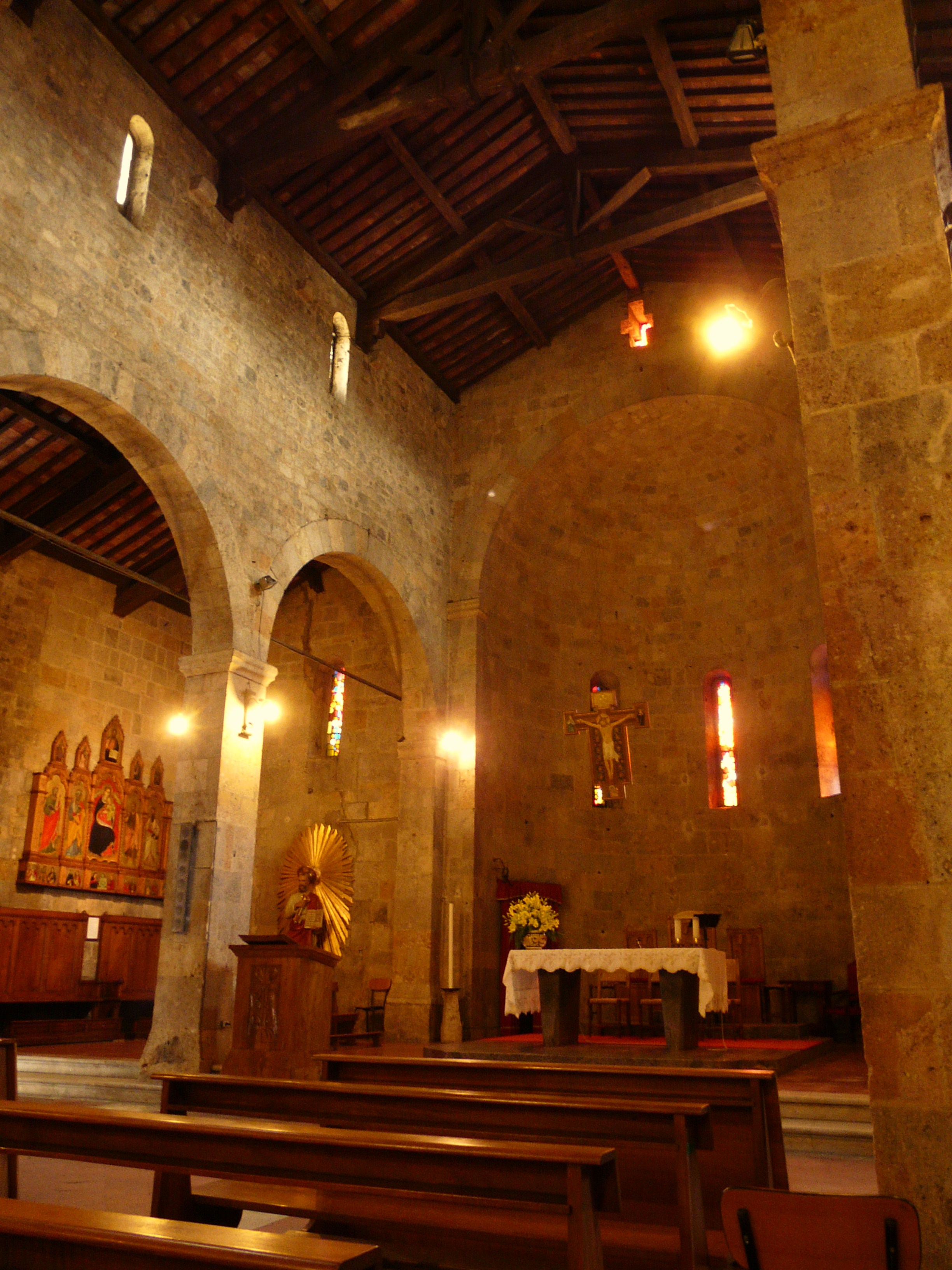
L'abside
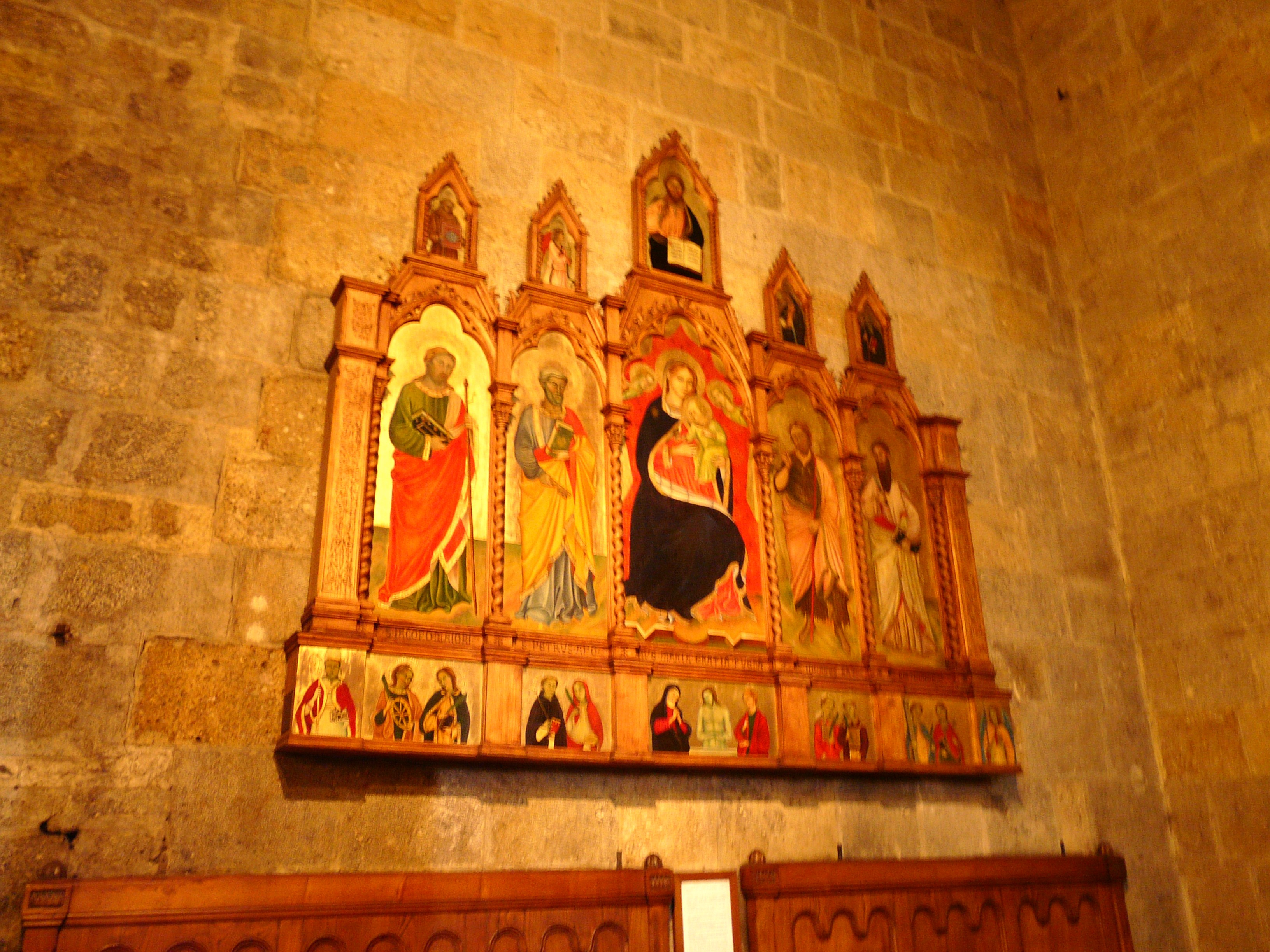
Copia del polittico quattrocentesco
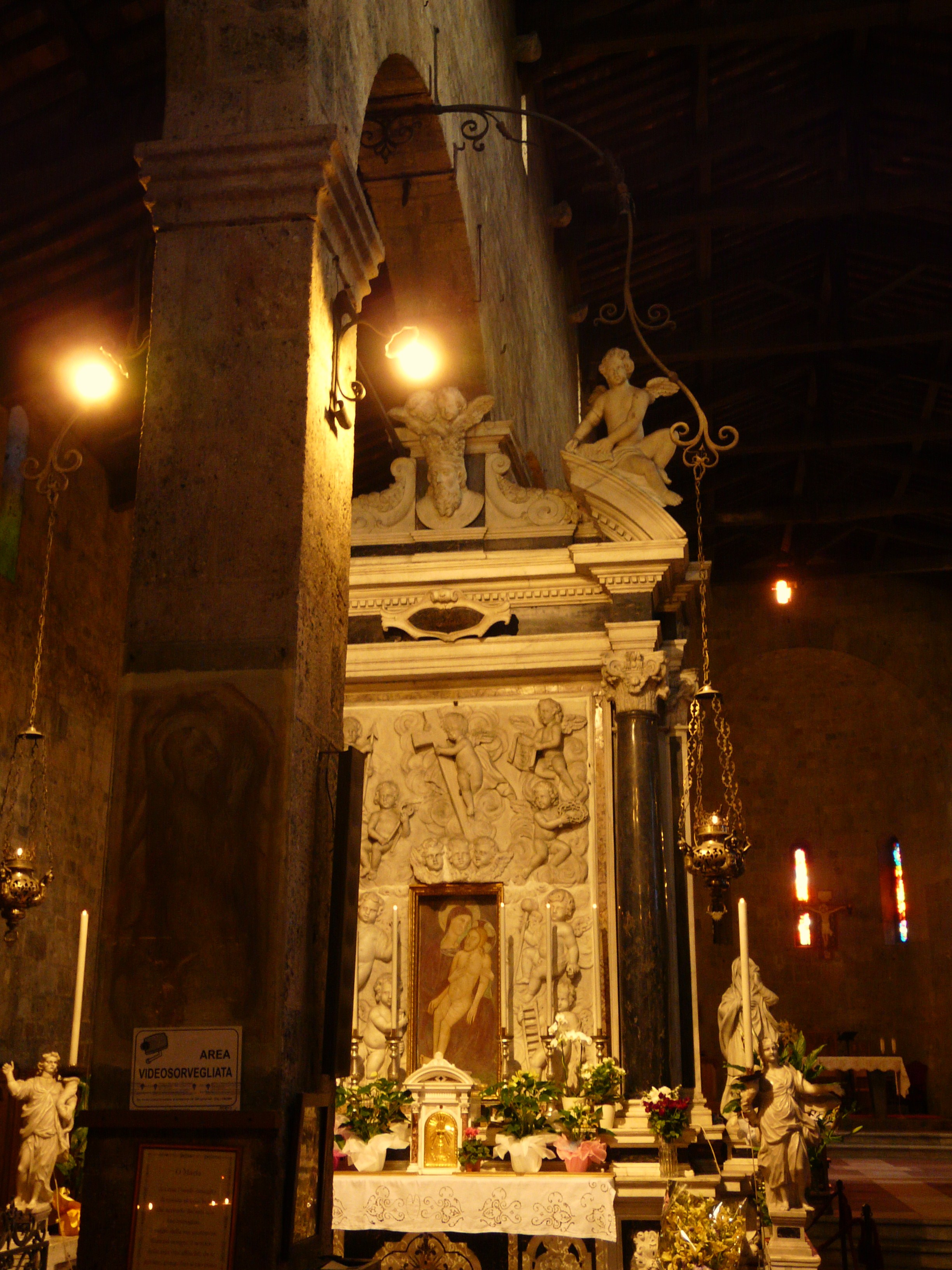
L'altare della Madonna della Pietà

### Organo a canne

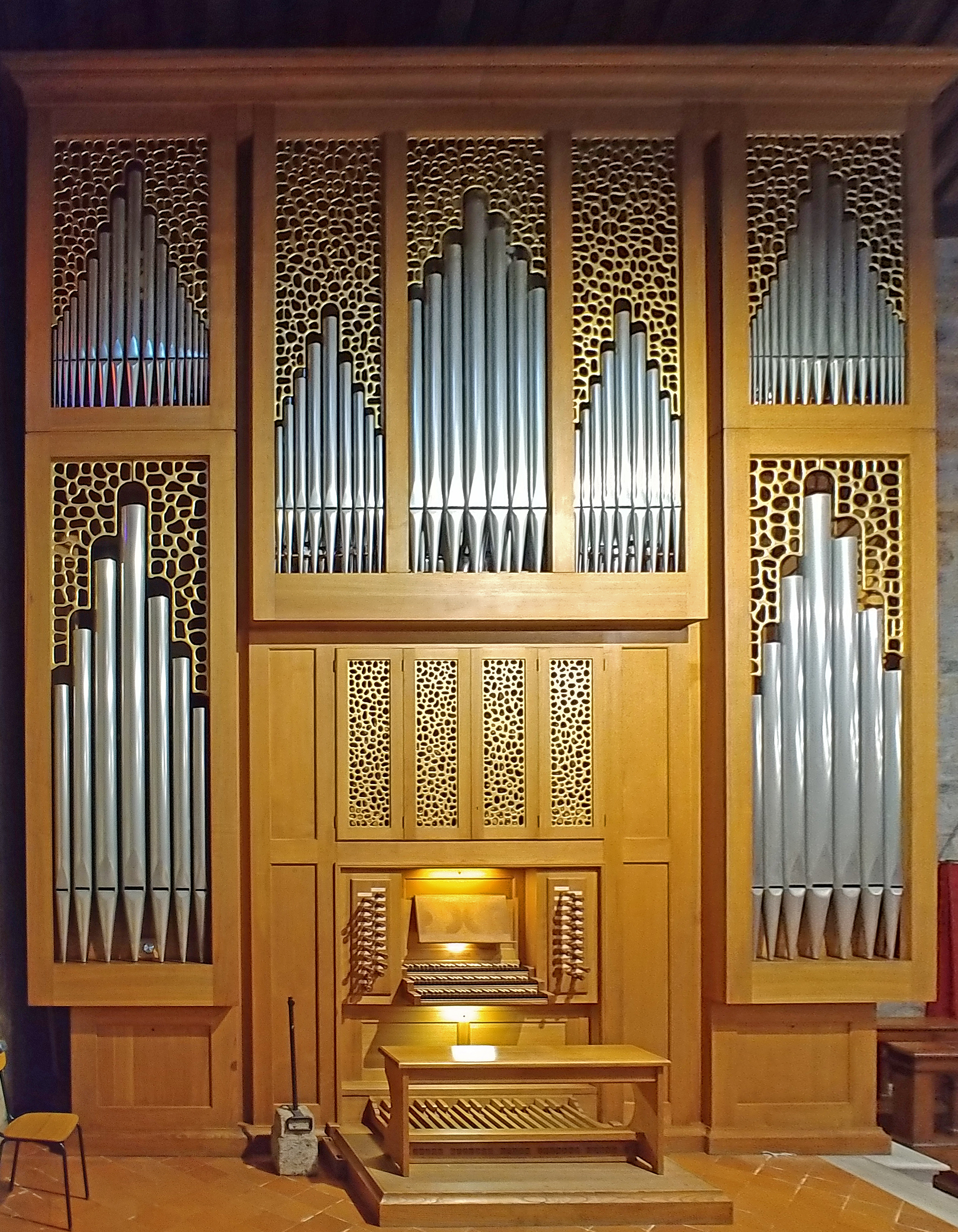
Organo a canne

In fondo alla navata laterale di destra, appoggiato alla parete, si trova l'organo a canne Mascioni opus 1130, costruito nel 1995.
Lo strumento è a trasmissione integralmente meccanica. La sua consolle è a finestra ed è situata al centro del prospetto. Essa possiede tre tastiere di 54 note ciascuna e pedaliera dritta di 30 note. I registri sono azionati da pomelli a tiro posti in due gruppi di due file ciascuna ai lati delle tastiere.
L'organo è racchiuso all'interno di una cassa lignea avente la forma di parallelepipedo. La facciata è caratterizzata dalla mostra, composta da canne di principale con bocche a mitria; queste sono disposte a cuspide con ali laterali in più campi, ai lati e sopra la consolle.